# 김영덕 (정치인)
김영덕(金榮德, 1953년 1월 28일 ~ )은 대한민국의 정치인이다. 제17대 국회의원을 지냈다.

## 학력
- 함안초등학교 졸업
- 함성중학교 졸업
- 함안농업고등학교(現 함안고등학교) 졸업
- 마산교육대학(現 창원대학교) 전문학사
- 5년제 한국방송통신대학교 법학과 학사
- 창원대학교 대학원 법학석사

## 역대 선거 결과
|  | 15.48% |

|  | 53.07% |